# هرم ميدوم
بني هرم ميدوم خلال الدولة القديمة في عهد الملك سنفرو من الأسرة الرابعة في ميدوم (2620 قبل الميلاد)؛ ويظهر منه حاليا ثلاثة مصاطب، وكان هو خامس أكبر أهرامات مصر عندما تم إنشائه. يبدو أن هذا الهرم لم يكن بغرض أن يكون مقبرة لسنفرو وإنما أن يكون مقبرة أو هرما كاذبا.
يميز هرم ميدوم شكل قلب الهرم الذي يبدو كمصطبة عالية تحيطها رمال وأنقاض، مما يجعل شكل الهرم بعيدا الخيال.

## دراسته
جذب الشكل الغير عادي للهرم أنظار السكان والزائرين الذين يسمونه «الهرم الكاذب». وقد كتب عنه تقي الدين المقريزي خلال القرن الثاني عشر الميلادي ووصفه بأنه بناء مكون من 5 مصاطب، مما يبين أن عوامل التعرية وبصفة خاصة استخدام أحجاره في بنايات أخرى، فلم يكن حين ذاك لم يصل إلى شكله الحاضر.

## اسم الهرم بالهيروغليفية
| Dd | O24 |

|                |     |     |   |
| \| \| \| \| \| |     |     |   |
|                |     |     |   |
| S29            | F35 | D21 | w |

| S29 | F35 | D21 | w |

|                |     |     |   |
| \| \| \| \| \| |     |     |   |
|                |     |     |   |
| S29            | F35 | D21 | w |

| S29 | F35 | D21 | w |

جيدي سنفرو 
Ḏdj Snfrw 
 سنفرو دائم 

ويميز الاسم بإضافة رمز الهرم (رسم معنوي)

## بناء الهرم
كان هرم ميدوم هو أول بناء يقيمه سنفرو بعد اعتلائه العرش في مصر. واختار مكان لإنشائه قريبا من مقر حكمه «جيدي سنفرو» والتي هي الآن بالقرب من ميدوم، ولم تكن تلك المنطقة مخصصة قبل ذلك للقبور الملكية.
اختار المهندسون المصريون القدماء المنطقة على أساس أنها هضبة صخرية تستطيع تحمل الهرم الذي سينشأ عليها، على أن تكون قريبة من العاصمة. وبدأ البناء على الطريقة التي كانت معروفة في ذلك الوقت في طريقة بناء الهرم المدرج؛ وأدخلت بعض التعديلات مثل بناء حجرة المومياء داخل الهرم بدلا من بنائها تحت الأرض.
وبعد بدأ العمل فيه لسنوات وكانت الحالة الصحية لفرعون جيدة والأمل في معيشته طويلاً فقد تغير تصميم البناء ليكون هرماً كبيراً.
ومع انتهاء البناء ترك سنفرو هذا المشروع الذي كان مقررا ليكون مقبرة له، وبدأ بعد انتقال مقر الحكم ببناء الهرم المائل في دهشور. وأصبح للهرم وظيفة «كينوتاف»، أي مقبرة كاذبة.
واعترى تكملة الهرم من هرم مدرج إلى هرم كامل عدة أوقات لانقطاع العمل، عندما بدأ سنفرو ببناء الهرم الأحمر أيضا في دهشور. واختار سنفرو الهرم الأحمر - وهو أول هرم يتخذ شكله شكل الهرم الكامل - ليكون مقبرته.
كان المشرف على البناء «نفر معات» ابن الملك الذي كان وزيراً له، وكانت من ألقابه «مدير التشييدات الملكية» ولقب تياتي (وزير). تقع مصطبته (رقم M16) بضعة مئات الأمتار شمال الهرم.

## الهرم
طبقا لبناء هرم ميدوم يتضح تاريخ تطور الهرم المدرج ليصبح هرما كاملا. angesehen. فالشكل الحالي للهرم يمثل برجا ذي ثلاثة مصاطب، يحيطه حطام عالي، مما يدل على انهيار لطبقة لغلاف الخارجية والأحجار التي كانت تملأ المدرجات بين المصاطب.
وقد اشتقت الأحجار المستخدمة لبناء الهرم من محجر يبعد نحو 800 متر جنوبا من موقع البناء.

### مراحل البناء

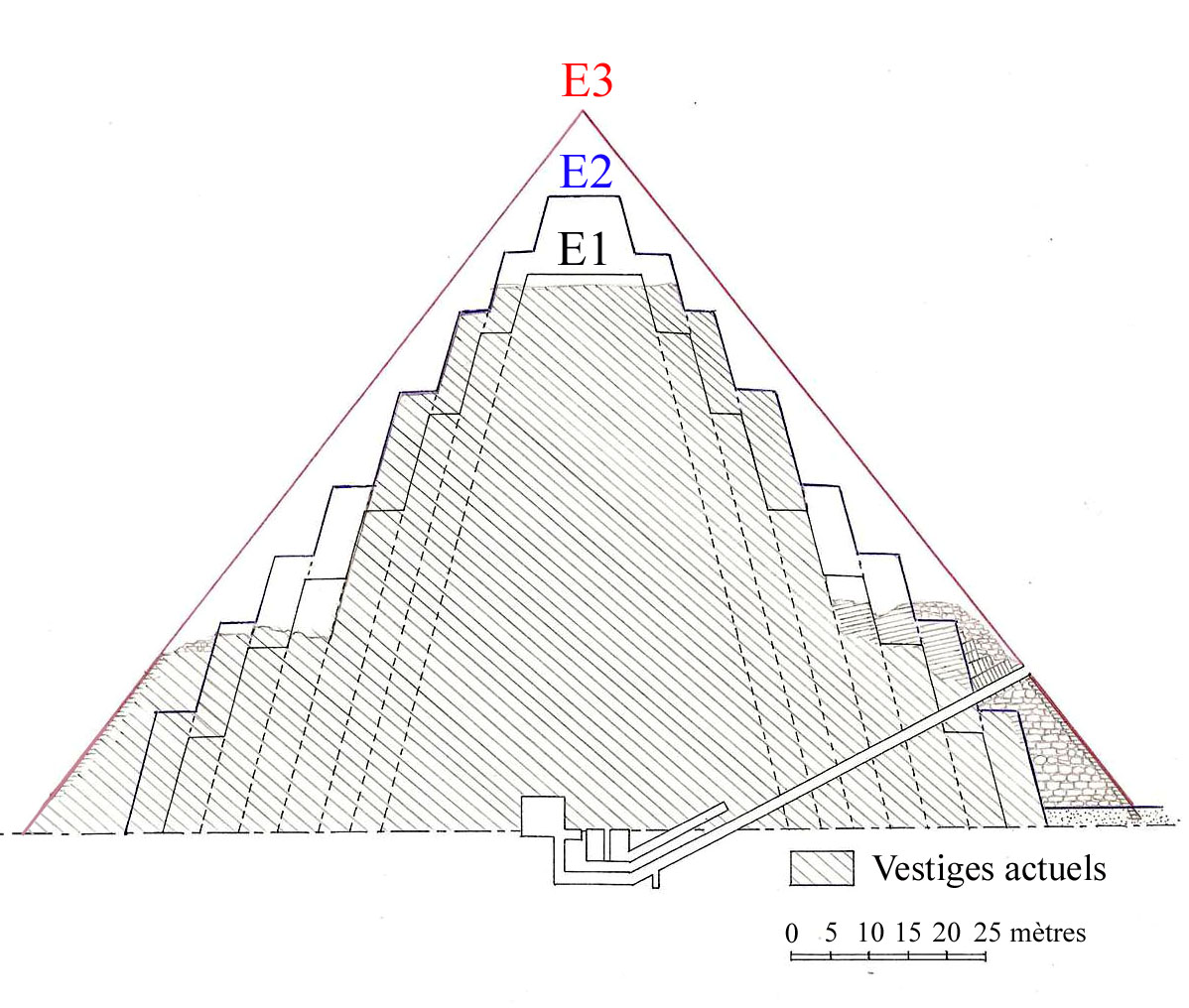
المراحل الثلاث لبناء الهرم (ما تبقى منه اليوم مظلل)

ومن الحال الموجود عليه هذا الهرم نستطيع استنباط انه بني على مراحل، حيث لا تزال توجد بقايا من جميع مراحل البناء. ومنها يمكن استنباط تقنية البناء وكذلك من «مخطوطات» (غرافيتي) على بعض أحجار البناء بأسماء العاملين وبعضها يحمل اسم الفرعون سنفرو.

ويبين عالم الآثار «بيتر بيتري» رسوماته لتوضيح تطور الهرم المدرج إلى هرم كامل الذي تم على مراحل: كان أصل شكل الهرم أن كان هرما ذي سبعة مصاطب يشابه بناء هرم زوسر، ولكن بعد إتمام المصطبة الخامسة بني حوله الغلاف لتعليته ليكون ذو ثمانية مصاطب. ويبدو انه خلال السنوات الأخيرة من حكم سنفرو أن قرر تغيير شكل الهرم المدرج إلى هرم كامل يكون بزاوية ميل 51°50’35’’ . بذلك فإن قلب هرم سقارة عبارة عن هرم مدرج مثل اهرامات الأسرة الثالثة، مغطاة درجاته ليتخذ شكل الهرم الكامل.

### المرحلة الأولى (E1)
أول مراحل للبناء كانت مطابقة لطريقة بناء الهرم المدرج التي كانت متبعة خلال الاسرة الثالثة. وهي تتكون من طبقات أحجار مائلة إلى الداخل بزاوية 75° من الحجر الجيري من محاجر مجاورة، تغطيها من الخارج غلاف من أحجار مستوية السطح من الحجر الجيري الأبيض.
كان ضلع الهرم خلال المرحلة الأولى 105 متر على أن ينتهي بسبعة مصاطب ليصل ارتفاعه إلى 71 متر. وبع الانتهاء من المصطبة الرابعة أو الخامسة تغير تصميم البناء طبقا للمرحلة الثانية.
وحتى تلك المرحلة كانت حجرة المومياء قد بنيت في قلب الهرم بدلا من ان تكون تحت الأرض كما كان معهودا مع الهرم المدرج.

### المرحلة الثانية (E2)

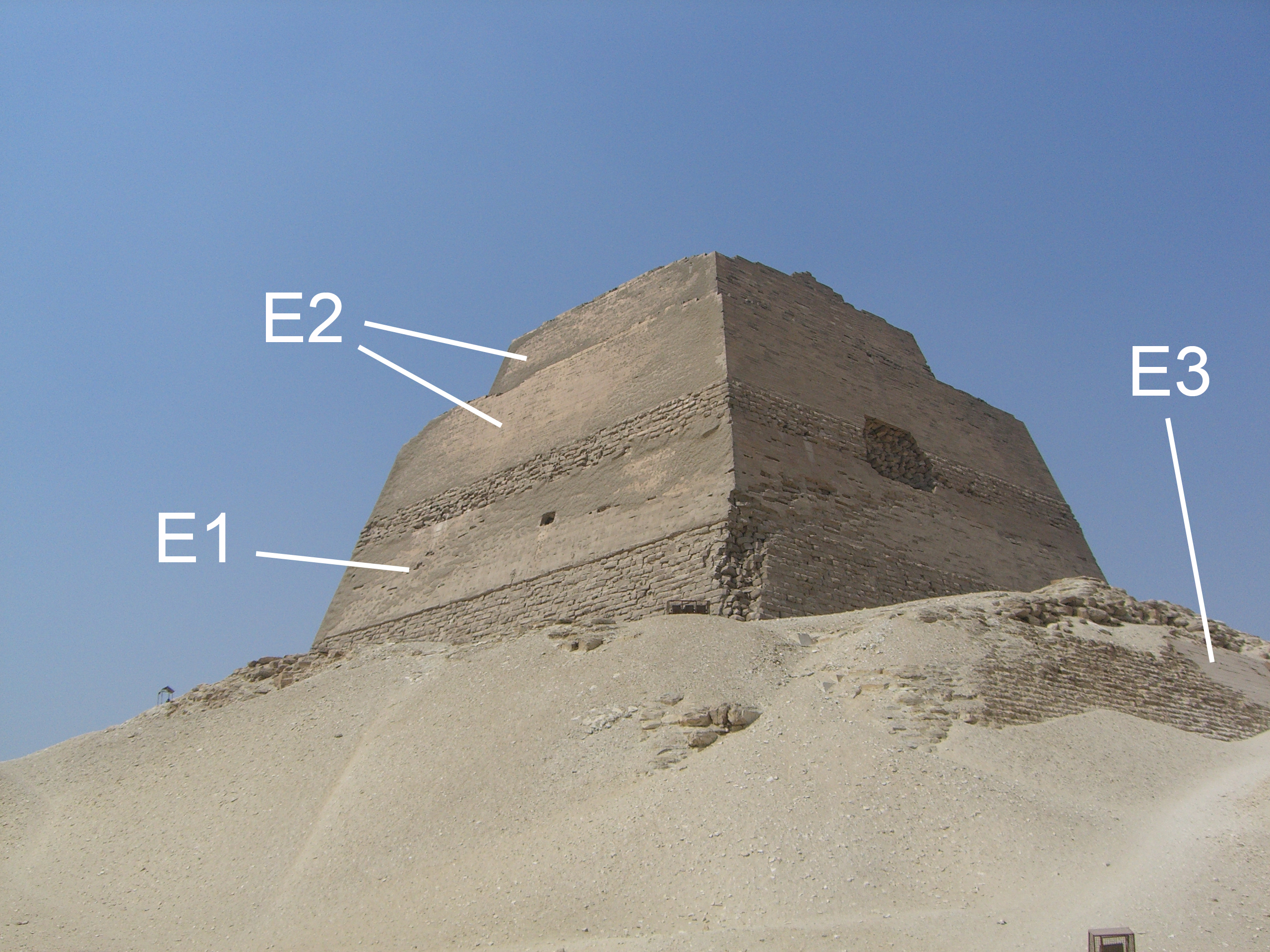
المساحات الخارجية (E1, E2 und E3) للمراحل الثلاث للبناء ، واضحة على بنية الهرم.

بدأت المرحلة الثانية بتعلية الهرم إلى ثمانية مصاطب. لهذا بني غطاء مائل للهرم، مائلا بزاوية 75 درجة مما وسّع من أضلاع قاعدة الهرم إلى 120 متر، بغرض أن يصل ارتفاعه إلى 85 متر. كانت التغطية التي تمت خلال المرحلة الأولى لا تزال في مكانها، وبدأت عملية التوسيع خارجها. وبعد إتمام المرحلة الثانية تم أيضا تغطيتها بأحجار تغليف مستوية. كان الانتهاء من تلك المرحلة خلال السنة 14 من حكم سنفرو وعندا كان هرم سنفرو ثاني هرم في الارتفاع بالمقارة بهرم زوسر، الذ كان قد أنشيء من قبله.
وعلى الرغم من الانتهاء من بناء الهرم قرر سنفرو بناء هرمين كبيرين في دهشور، مما يدل على أنه لن يتخذ من هرم هيدوم مقبرة له بعد مماته. لهذا كانت البنايات الملحقة بالهرم مثل المعبد الجنائزي وغيره قد تمت بطريقة سريعة.

### المرحلة الثالثة (E3)
بدأ تطوير بناء الهرم من هرم مدرج إلى هرم كامل خلال السنوات 28 أو 29 من عهد سنفرو. ويعتمد هذا التأريخ على كتابات للعمال على أحجار البناء خلال تلك المرحلة التي تشير إلى التعدادات 15 و 16 و17 التي كانت تتم في مصر لحصر الماشية كل سنتين، مما يعني السنوات 30-33 من سنوات حكم سنفرو.
ونظرا لرص أحجار الهرم خلال تلك المرحلة رصا أفقيا، كما كان متبعا في المراحل الأخيرة من بناء الهرم المائل، واتبعت تلك التقنية أيضا مع الهرم الأحمر. كانت تغطية الهرم التي تمت في المرحلة الثانية قد تمت، وبدأ احاطتها بغطاء ثالث بعد عملية التوسيع. وأجريت تغطية للمرحلة الثالثة أيضا من أحجار جيرية بيضاء من محاجر طره الواقعة على الضفة الشرقية من النيل؛ وهذا ما نجده اليوم تحت الأنقاض المحيطة بالهرم.
كان ميل مساحات الهرم 51°50’ أكثر ميلا من ميل الهرم الأحمر، واتبع نحو ذلك الميل بعد ذلك عند بناء الهرم الأكبر الذي بناه الفرعون خوفو خلال الأسرة الرابعة.
جعل توسيع ضلع هرم ميدوم إلى 147 متر ليصبح أرتفاعه عن الانتهاء 93 متر، مما يجعل ترتيبه الخامس بين اهرامات مصر جميعا من وجهة ارتفاعه. وبلغ حجم هرم ميدوم 638.733 متر³.
ولكن ليس من المعلوم تماما عما إذا كانت المرحلة الثالثة من البناء قد تمت. وربما تركت في الماضي بعض منصات البناء مما سهل لأخذ حجارة الهرم لبناء بنايات أخرى، فربما كان ذلك هو تفسير للسطو على أحجار علية من الهرم بعكس ما حدث للأهرامات الأخرى. وأما النظرية القائلة بأن الأجزاء الخارجيه من هرم ميدوم قد انهارت على نفسها فلم تثبت علميا بعد فحص ودراسة الأنقاض.

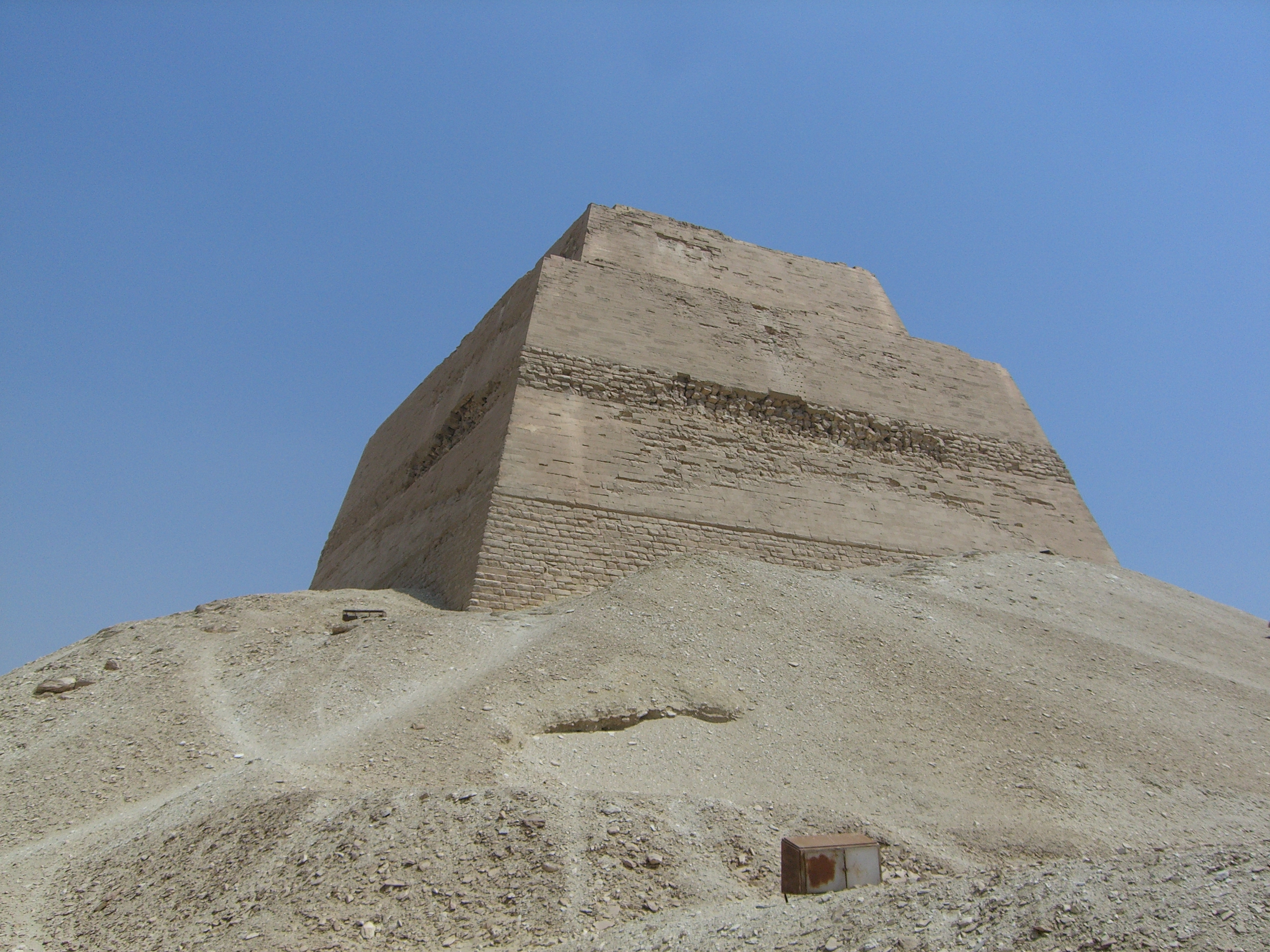
تفاصيل الواجهة(المرحلتان 1 و2 )
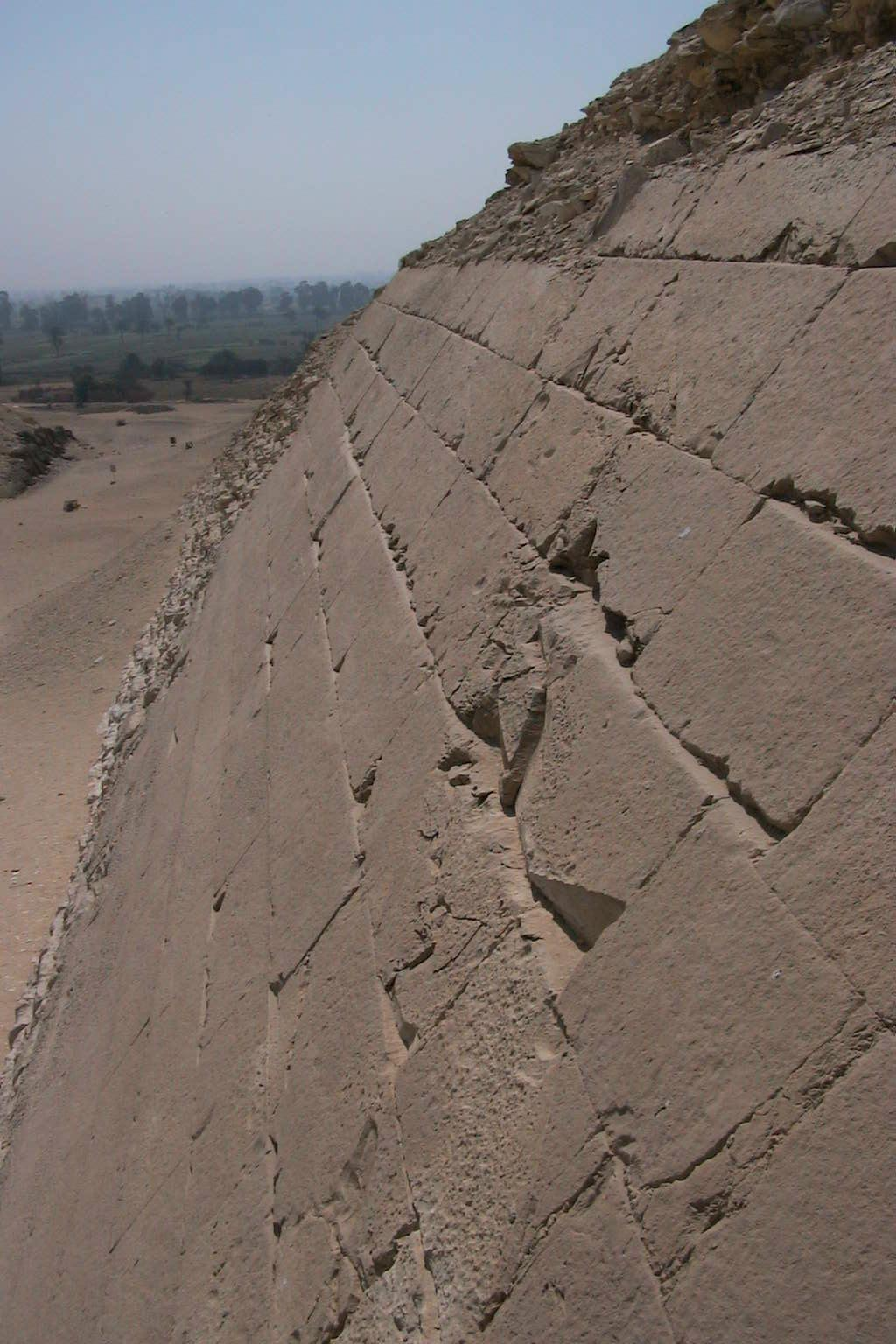
تفاصيل الواجهة (المرحلة الثالثة)
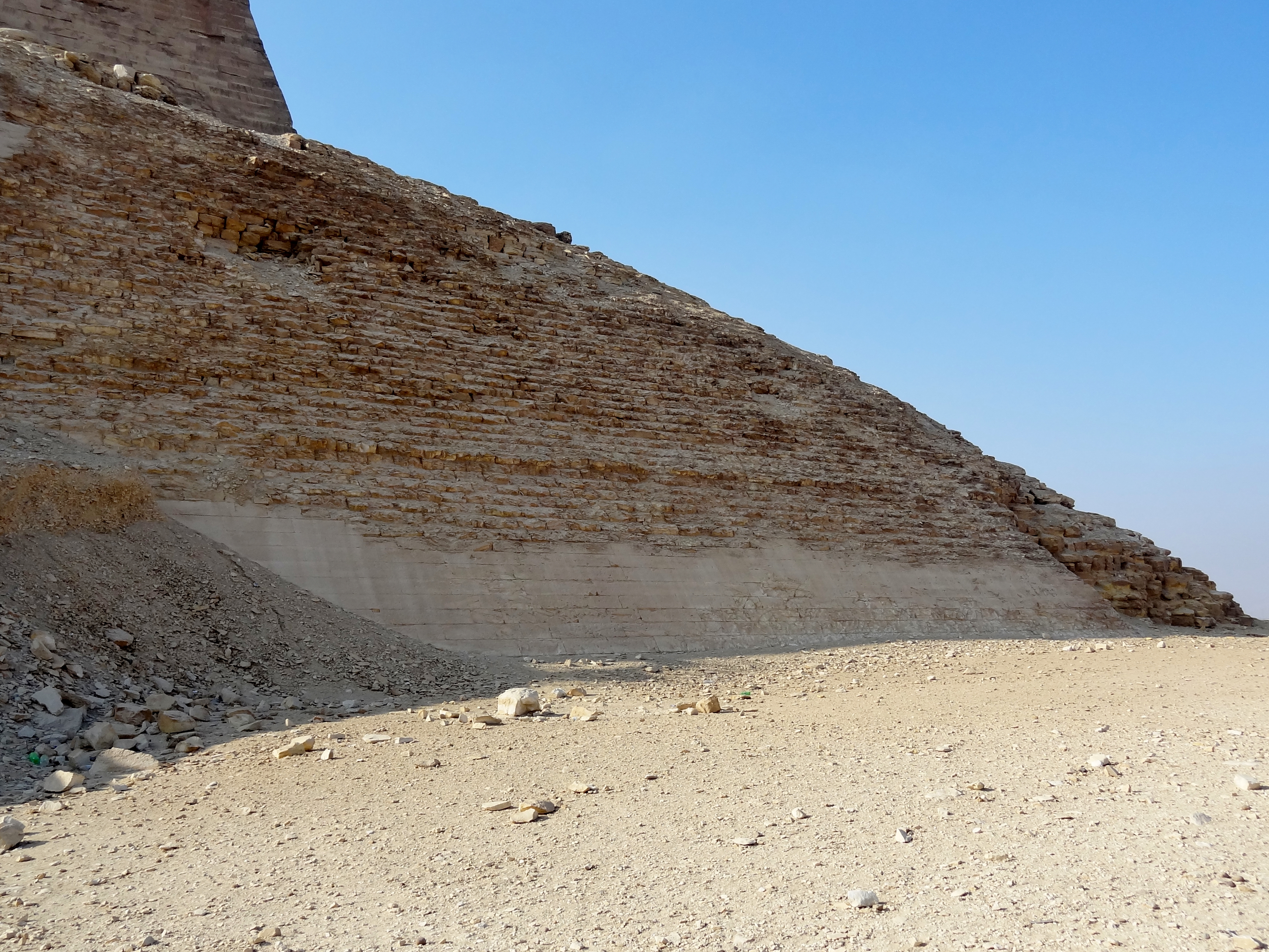
أحجار تغطية خارجية (المرحلة 3)
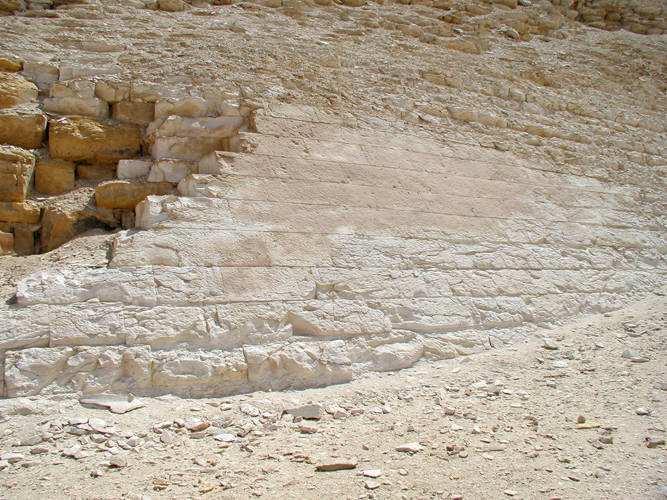
تفاصيل أحجار التغطية(المرحلة 3)

### البنية تحت الأرض

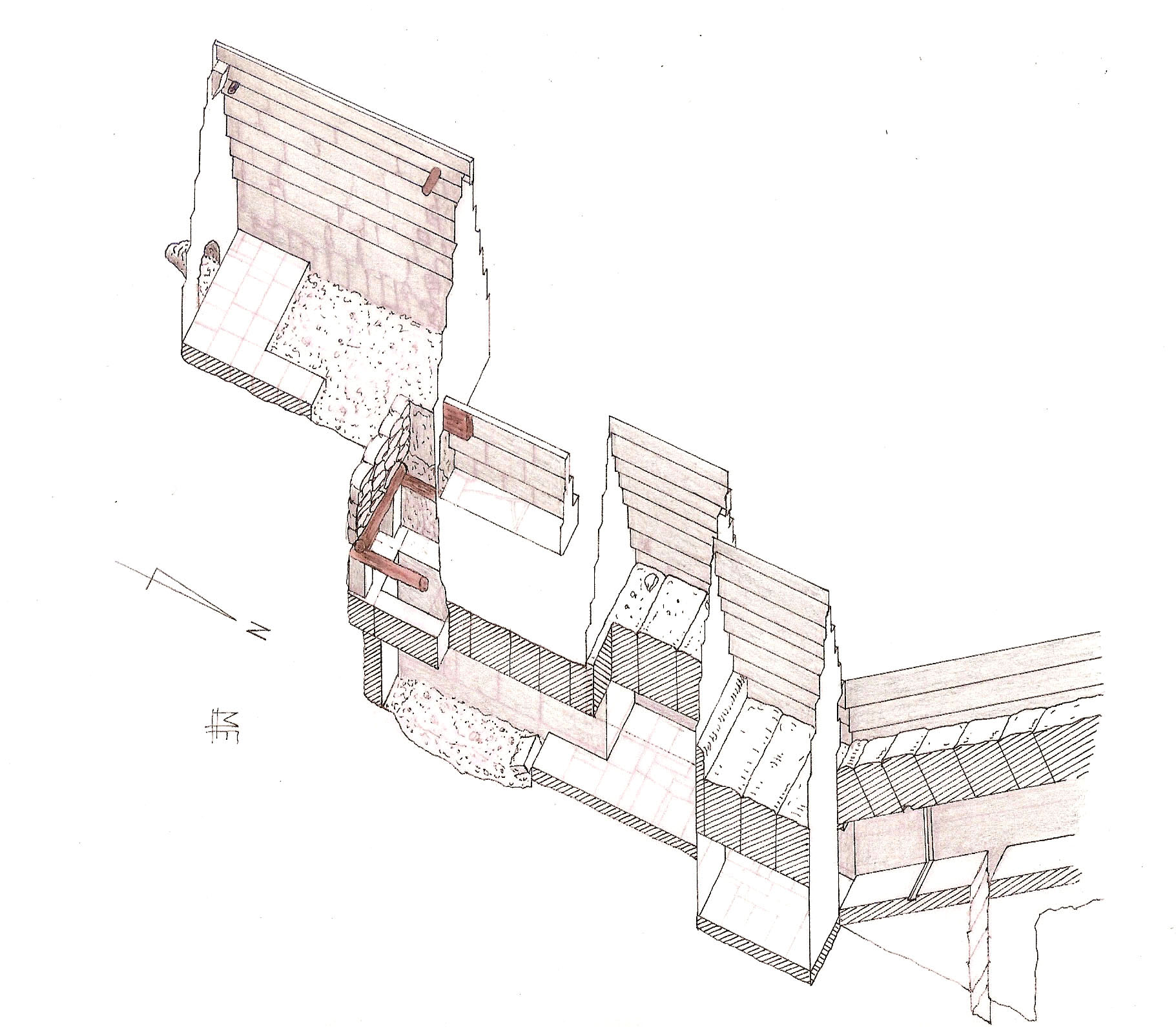
نظام المدخل و الحجرات والأسقف القببية.

يتخذ تصميم البنية السفلى للهرم مأخذا جديدا بالمقارنة بهرم سقارة الذي بني قبله.
. فقد رفعت الحجرة الجنائزية فيه إلى جسم الهرم. ولم تبنى الأجزاء تحت الأرض عن طريق الحفر في الصخر فقط وإنما بنيت لها حفرة طويلة مفتوحة مبطنة من قوالب الأحجار.
يوجد مدخل الهرم في الواجهة الشمالية على ارتفاع 18 متر. ومنها يبدأ مدخل بارتفاع 5و1 متر و 90و0 متر عرض إلى أسفل. وبعد مدخل قصير إلى أسفل يوجد بئر عميق ربما كان لاستقبال الماء الذي قد يتسرب من الهرم، لمنع دخول الماء إلى الحجرات الأخرى. ينتهي المدخل بحجرة أولى لها زاويتان يمينا ويسارا ارتفاعهما 7و1 متر ومقاييسهما 2,60 متر × 2,20 متر. من هنا يتفرع حجرة ثانية، تبلغ مقاييسها نفس مقاييس الحجرة الأولى تقريبا (2,65 m × 2,10 m),
وهي توجد على الناحية اليمنى للمدخل. كلا حجرتي المدخل لهما سقف منخفض وسقف كل من الحجرتين مسقوف بأحجار عريضة متراصة وسليمة ليس فيها شقوق. ربما كانت حجرتي المدخل مغلقة بحجر كبير، ينزحان من الزوايا الجانبية من كل حجرة.
 يرى باحث الآثار الأماني «ستادلمان» في ذلك نظام الحجرات الثلاث التي اتبعت في تصميم الأهرامات بعد ذلك خلال الأسرة الرابعة.
يبدأ من حجرة المدخل الثانية دهليز جديد بطول 5و4 متر ثم فتحة عمودية إلى أعلى تؤدي إلى الحجرة الرئيسية. تبلغ مقاييس الحجرة الجنائزية 5,90 متر × 2,65 متر وارتفاع 5,05 متر وهي في اتجاه الشمال والجنوب. التسقيفة ذات قبة مدرجة، توزع ضغط الهرم على جانبي الحجرة الجنائزية. لا يوجد في الحجرة الرئيسة تابوت، ولا توجد أثار تدل على وجود تابوت فيها من قبل. وتوجد ألواح خشبية في الغرفة وفي الدهليز ربما كانت بغرض نقل التابوت الخشبي إلى الحجرة الجنائزية.
 لا توجد في منظومة المدخل ولا في الحجرات أماكن للتخزين، بعكس وجودها بكثرة في أهرامات الاسرة الثالثة.

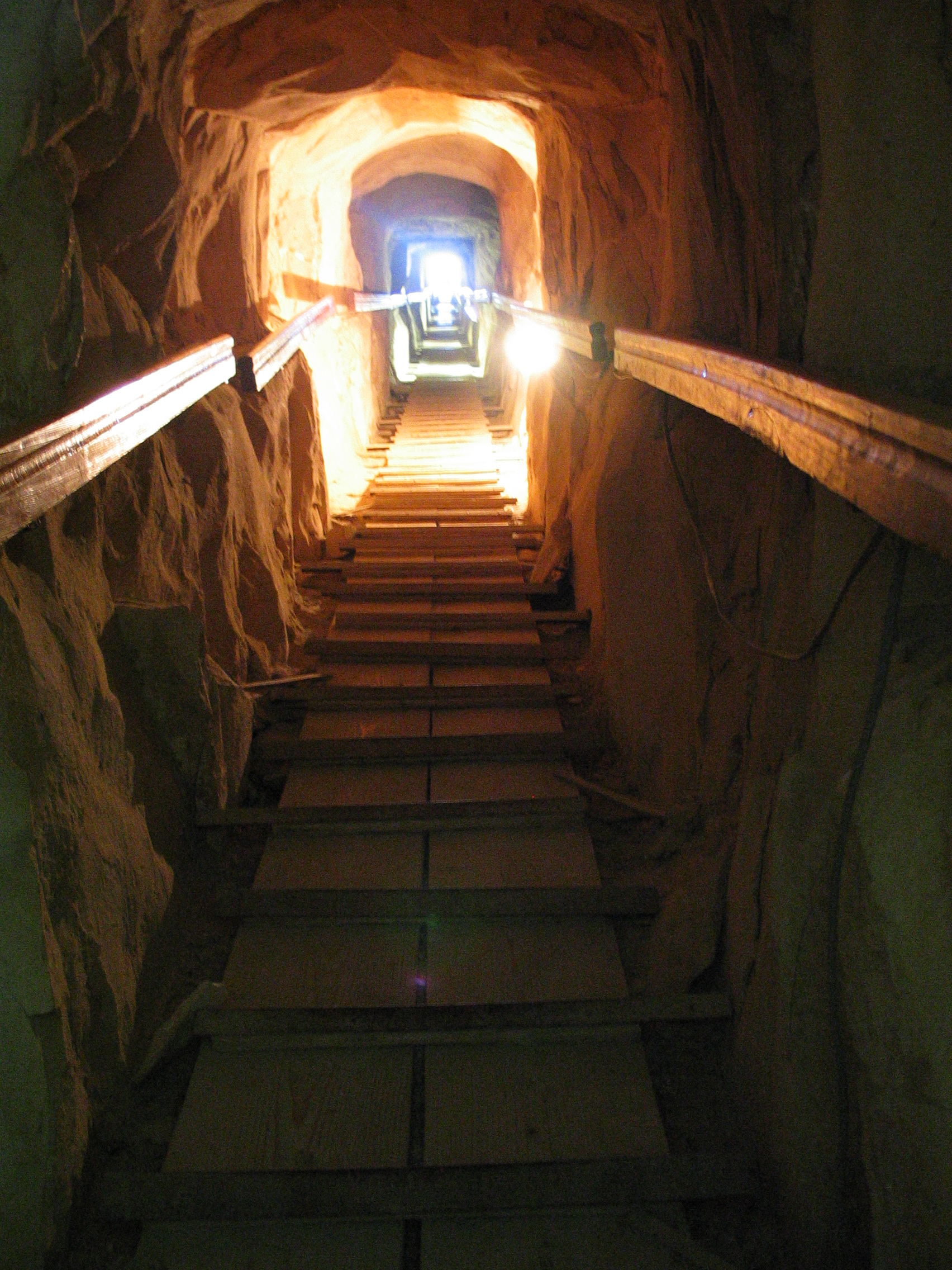
المدخل النازل
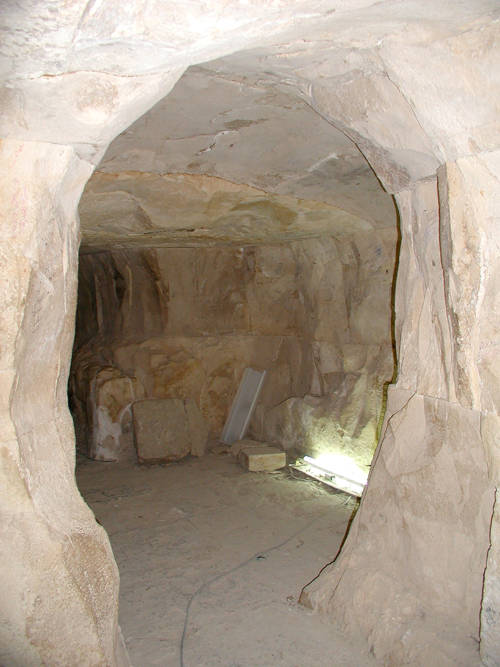
الحجرة الأولى كما ترى هن الحجرة الثانية
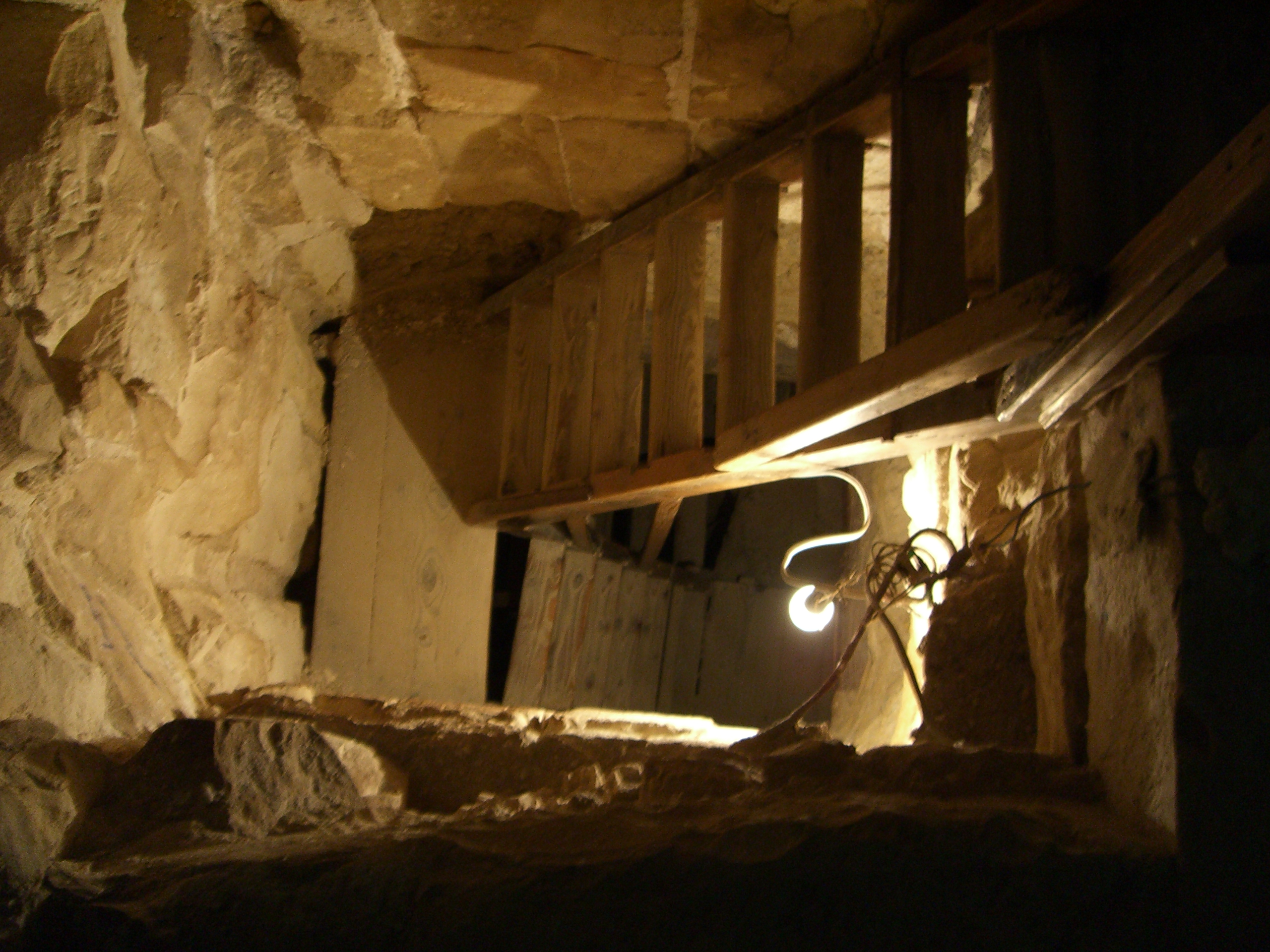
الفتحة المؤدية للحجرة الجنائزية (وبها سلم خضبي حديث)
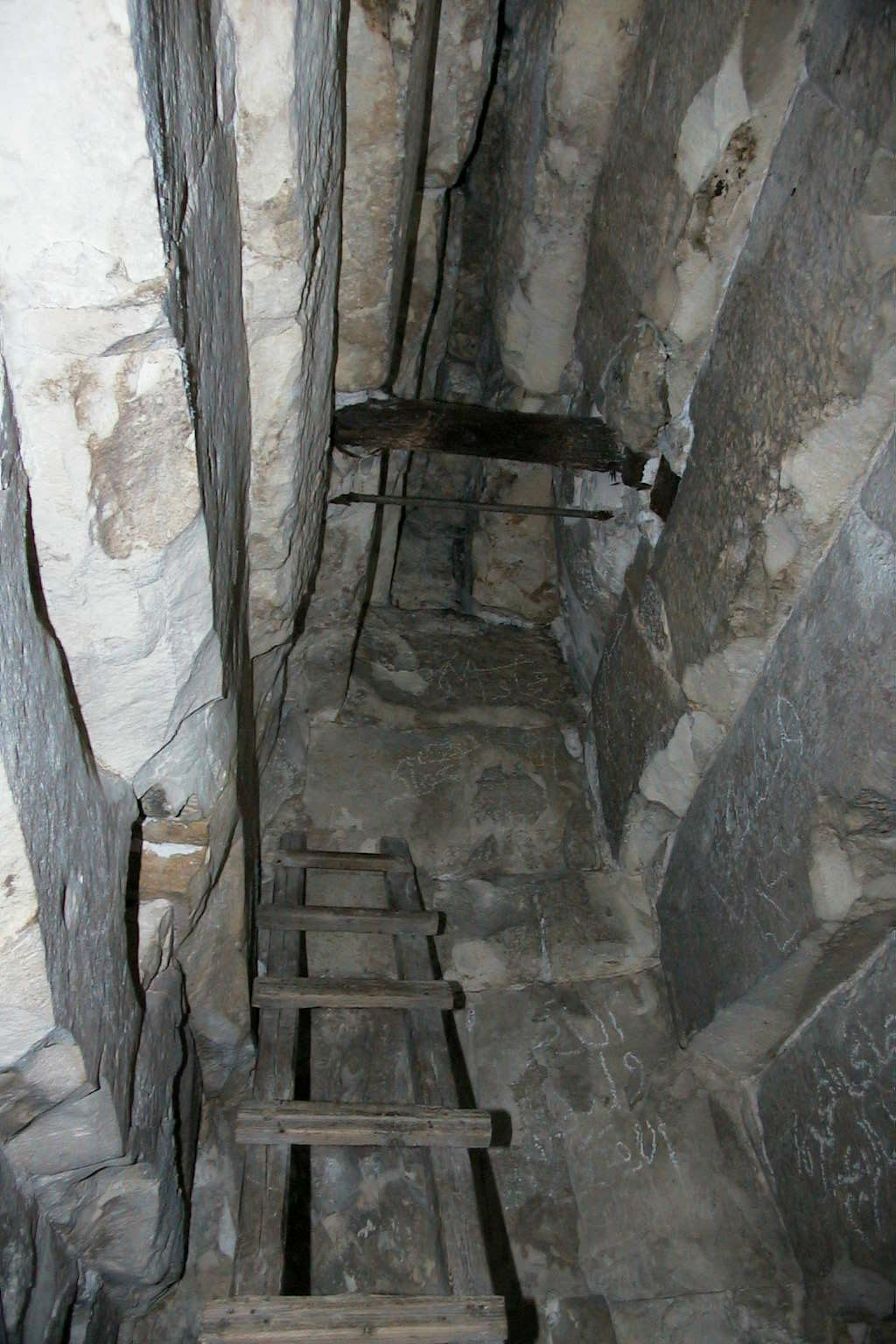
القبة المدرجة وفيها لوح خشب

في عام 1999 اكتشف عالمي الآثار «جيليس دورميون» و«جين-إيف فردهيرت» أسقف تخفيض الضغط فوق الحجرات والممرات، بحيث لا يقع ثقل الهرم على أحجار أسقف الحجرات. بتلك التسقيفات القببية بدأت أول مرة في هرم ميدوم بغرض حماية الحجرات من الثقل الهائل للهرم فوقها، ذلك نظرا لأنه في الممرات والحجرات التي كانت مبنية قبل ذلك فكانت محفورة في الأرضية الصخرية أو كانت أسقفها من احجار سميكة جدا.

## مجمع الهرم

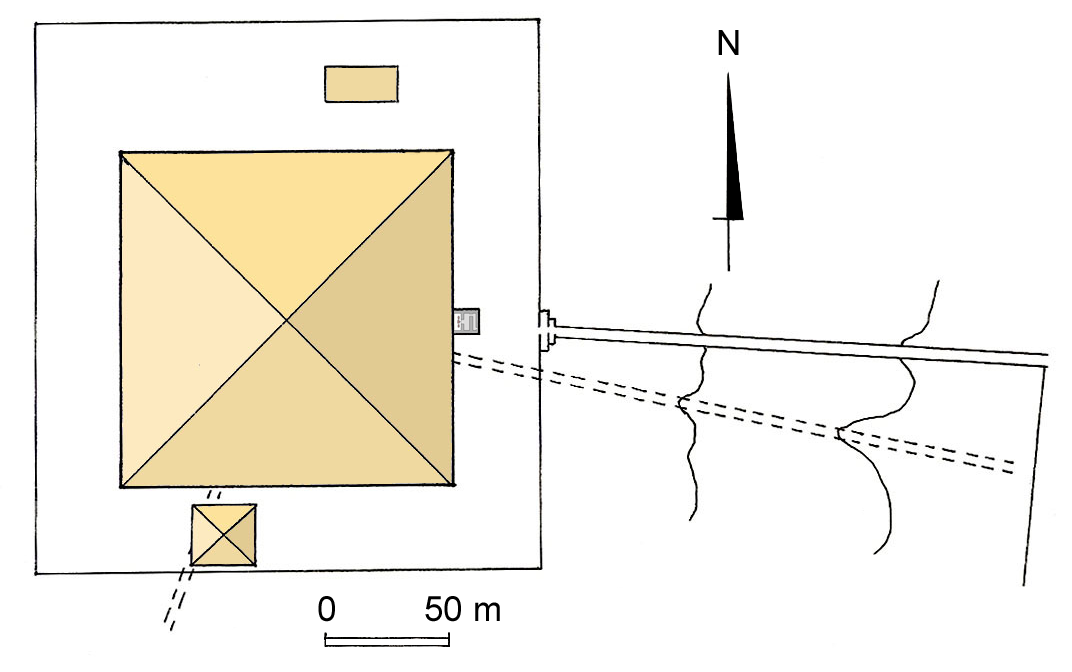
مجمع الهرم

كان مجمع الهرم محاطا بسور ارتفاعه 2 متر ويبلغ طوله 236 متر وعرضه 218 متر في اتجاه الشرق ولم يتبقى منه شيئا سوي بقايا منزلقا. وكان الغرض من السور هو احتجاز مكان لأبنية أخرى تبنى بعد ذلك. وكان البهو حول الهرم مرصوفا بالطين الجاف.

### معبد الهرم
لم يتبقى من المعبد الجنائزي الذي انتهى العمل فيه خلال المرحلة الثانية (E2) حيث أن اتخاذ مكانه كان قد أصبح ضروريا لبناء المرحلة الثالثة (E3) للهرم. ويعتقد ان مكان هذا المهبد كان شرق الهرم.
يتكون معبد الهرم من حجرتين تنفتحان على بهو مفتوح يؤدي إلى الهرم. في البهو منضدة قرابين ولوحتان حجريتان كبيرتان لا يوجد عليهما كتابات. مقاييس الحجرتين . 9 متر في 9,18 متر، ولا تزال أحجار تسقيفتهما في مواقعها. وبذلك فهو اقدم ما وجد من تسقيفة كاملة لبناء من الدولة 
لا توجد في حجرتي المعبد الجنائزي مخازن ولا أبواب زائفة مثلما هو متبعا في المعابد الجنائزية الكبيرة .
 وترجع الحالة الجيدة للمعبد الجنائزي أنه كان مختفيا تحت الأنقاض.

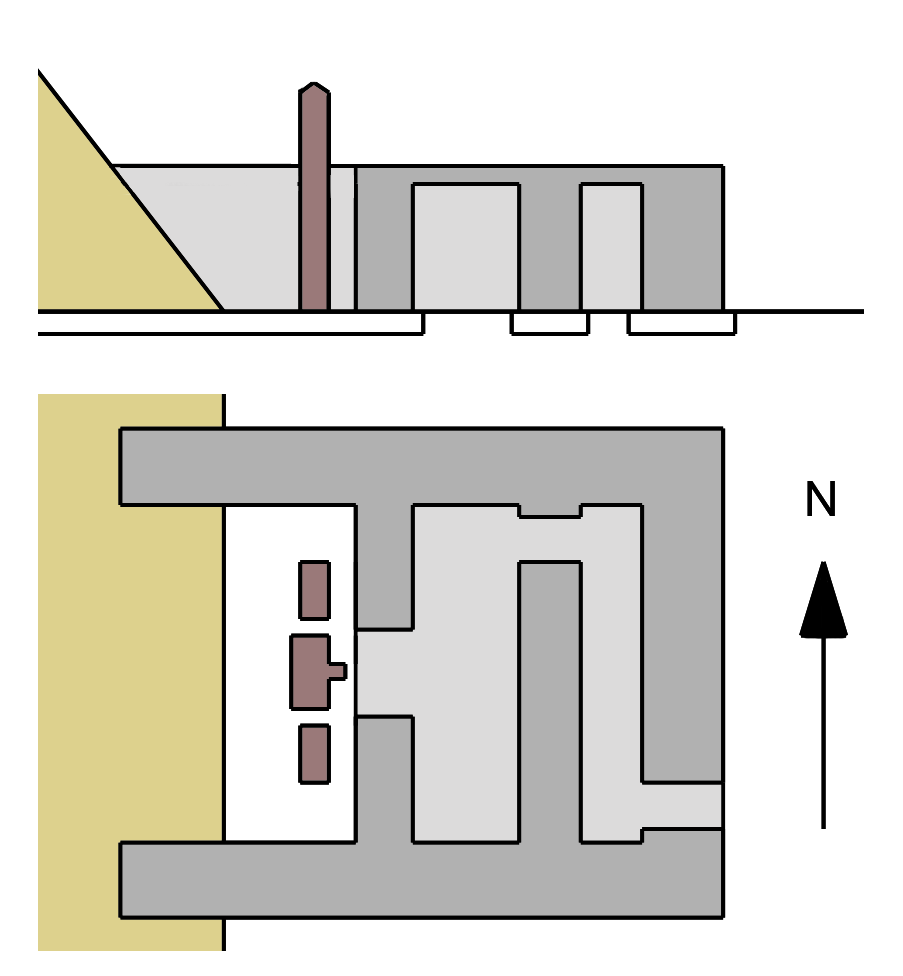
مقطع معبد الهرم
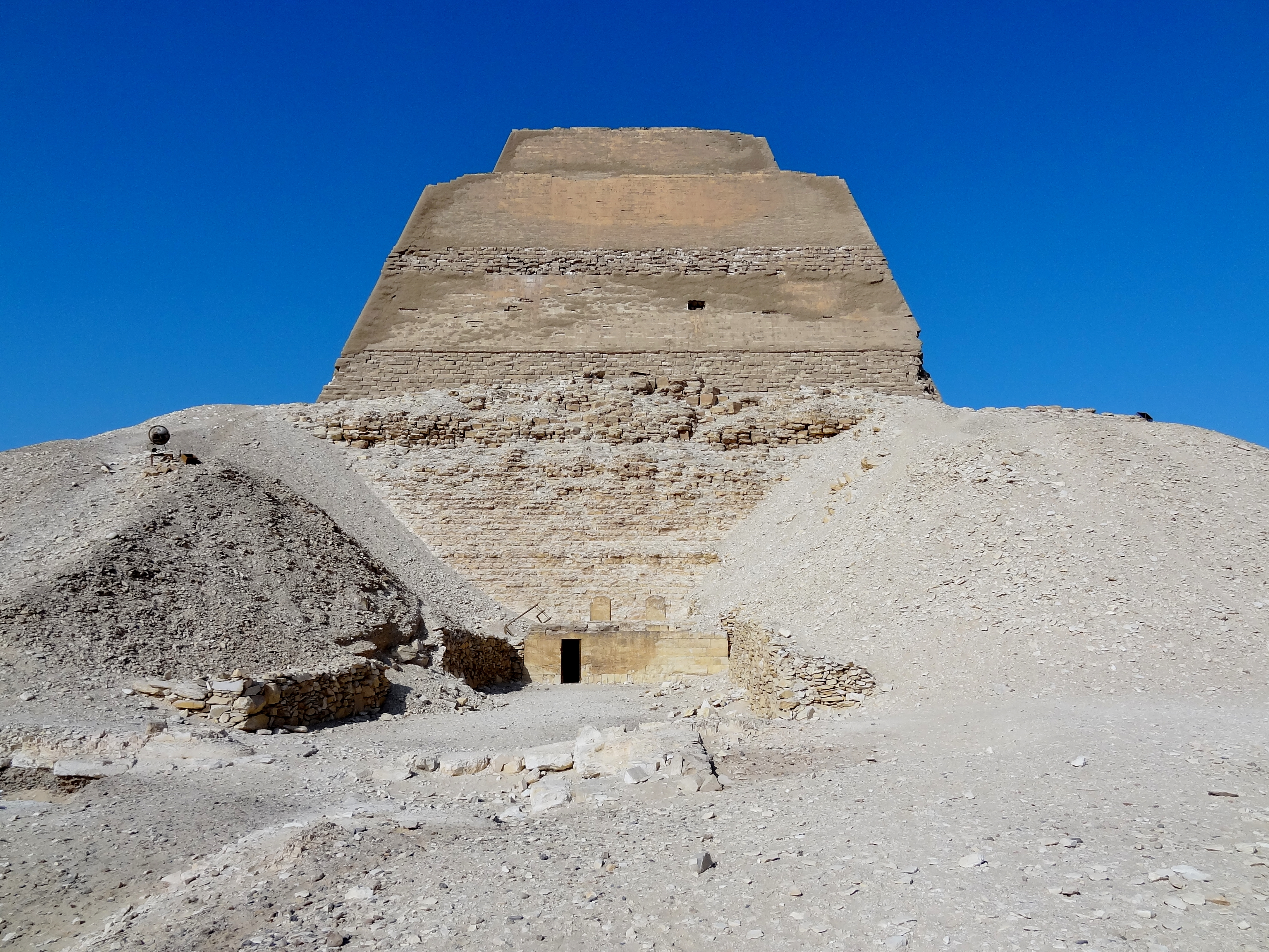
ساحة أمام المعبد
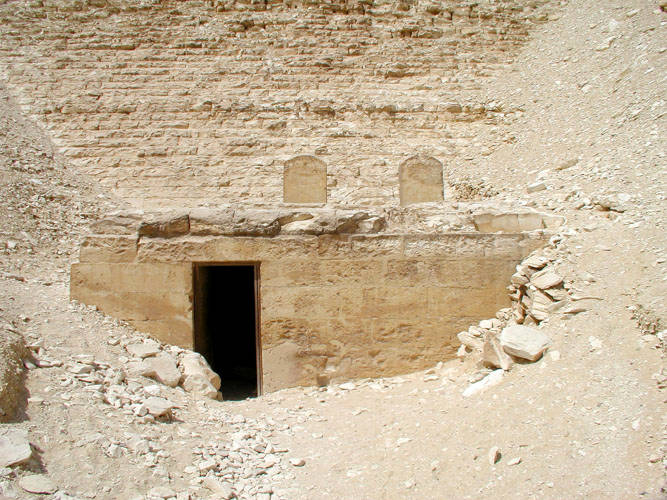
مدخل معبد الهرم
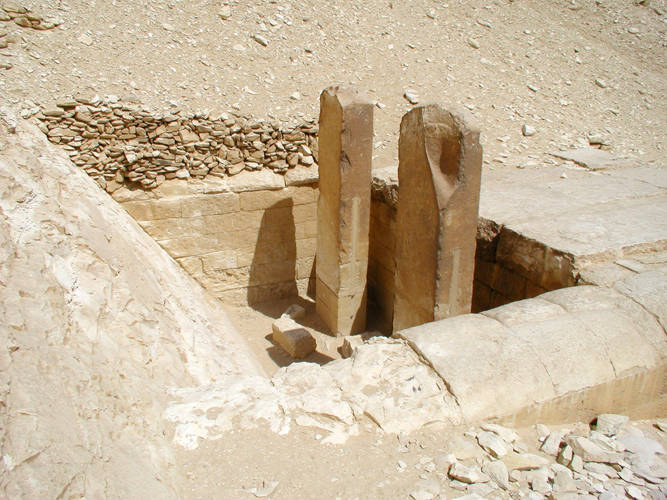
لوحتان في بهو المعبد

### هرم العبادة

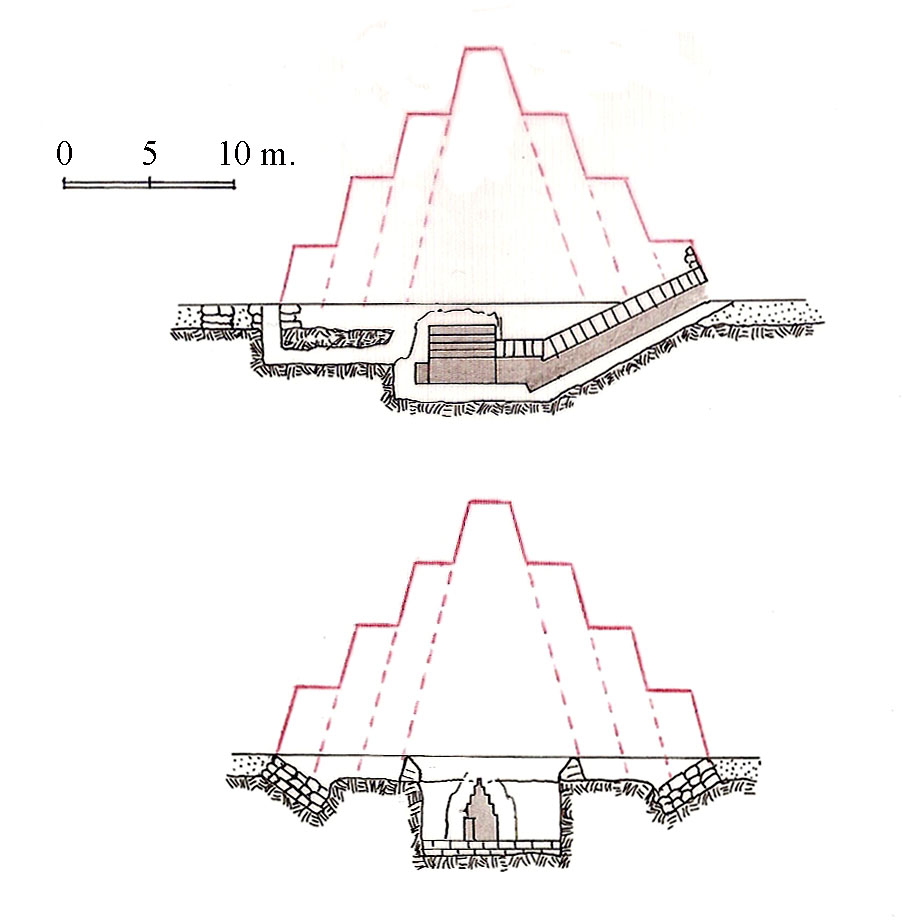
مقطعان في الهرم الثانوي.

يوجد جنوب هرم ميدوم هرم ثانوي صغير عثر عالم الآثار «بيتري» على بقاياه . وهو يمثل أقدم مثال لهرم العبادة .

البنية التي كانت عالية للهرم اختفت، كما أن بنبته تحت الأرض مهدمة . قام عالمي الآثار «فيتو ماراغيوجليو» و «سيليست رينالدي» بإعادة تشكيل الأجزاء المتبقية التي تشير إلى وجود هرم مدرج سابق يبلغ ضلعه 26 متر، مكون ربما من ثلاثة أو أربعة مصاطب فوق بعضها البعض. وكانت بنية الهرم مكونة من طبقات حجرية مائلة إلى الداخل مثلما في بنية هرم ميدوم .

كذلك كان تصميم البنية تحت الأرض للهرم الصغير مشابهة للبنية التحتية لهرم ميدوم . مدخل مائل من الهرم يؤدى شمالا إلى الحجرة الرئيسية . وكشفت عمليات التنقيب في موقع الهرم الصغير لوحة من الحجر الجيري كان عليها نقش لحورس.

ولا توجد أشارات تدل على أن الهرم الصغير كان قد غطي من الخارج بأحجار تجعله في شكل هرم كامل (مستوي الأسطح).

## وصلات خارجية
- Alan Winston: The Meidum (Maidam) Pyramid (Probably of Snefru) in Egypt
- Die Meidum-Pyramide (engl.)
- The Pyramid at Meidum (Bilder der Pyramide)
- The Pyramid at Meidum (Bilder des Pyramideninneren)

## اقرأ أيضا
- سنفرو
- خوفو
- الهرم الأحمر
- الهرم المائل
- الهرم الأكبر